# Dimetilacetamid
A dimetilacetamid szerves vegyület képlete CH3C(O)N(CH3)2. Színtelen, vízzel elegyedő magas forráspontú folyadék, melyet a szerves kémiában gyakran használnak poláris oldószerként. A dimetilacetamid a legtöbb oldószerrel elegyedik, de alifás szénhidrogénekben rosszul oldódik.
Reakciói jellemzőek az N,N-diszubsztituált amidokra. Sav jelenlétében hidrolizál:
CH3CON(CH3)2 + H2O + HCl →  CH3COOH + (CH3)2NH2+Cl-
A dimetilacetamid jól használható erős bázisokat, például nátrium-hidroxidot használó szerves kémiai átalakítások reakcióközegeként. A dimetilacetamid gyakran használt oldószer a műszálkészítésben vagy ragasztók előállításában. Gyógyszerek és lágyítószerek előállításában is használják mint reakcióközeget.

## Fordítás
Ez a szócikk részben vagy egészben a Dimethylacetamide című angol Wikipédia-szócikk ezen változatának fordításán alapul.  Az eredeti cikk szerkesztőit annak laptörténete sorolja fel. Ez a jelzés csupán a megfogalmazás eredetét és a szerzői jogokat jelzi, nem szolgál a cikkben szereplő információk forrásmegjelöléseként.